# Ingrid Hengster
Ingrid Hengster (* 10. Januar 1961 in Linz/Österreich) ist eine österreichische Bankmanagerin. Seit 2022 ist sie Deutschlandchefin der britischen Großbank Barclays. Zuvor gehörte Hengster dem Vorstand der Kreditanstalt für Wiederaufbau (KfW) an.

## Leben und Wirken
Ingrid Hengster studierte von 1979 bis 1983 Rechtswissenschaften an der Universität Salzburg, 1983 promovierte sie in Jurisprudenz. 1984 begann sie ihre Laufbahn bei der Österreichischen Kontrollbank als Projektmanagerin. 1986 wechselte sie zur Commerzbank und hielt dort bis 1995 verschiedene Positionen inne, unter anderem wurde sie stellvertretende Leiterin der Bereiche Privatisierung und Projektfinanzierung. Ab 1995 arbeitete sie bei der UBS als Leiterin der Akquisitions-Finanzierung und der strukturierten Finanzierung. Von 1998 bis 2001 war sie bei der Credit Suisse tätig als Key Account Manager für Medien, Telekommunikation und Technologie, danach fungierte sie dort als Managing Director für die Firmenkunden.  Ab 2014 gehörte Hengster dem Vorstand der Kreditanstalt für Wiederaufbau (KfW) an. Neben ihrer Zuständigkeit für das inländische Fördergeschäft war sie Aufsichtsratsvorsitzende der KfW Capital und der KfW IPEX – Bank. Die Anfrage, ob sie Aufsichtsratschefin bei der Commerzbank werden wolle, lehnte sie ab.
Im Sommer 2021 verkündete die britische Großbank Barclays, Hengster als CEO für den deutschen Markt verpflichtet zu haben. Seit 2024 ist sie zudem Teil des globalen Investmentbanking-Steuerungskomitees von Barclays.
Seit dem 30. April 2024 ist Hengster Mitglied im Aufsichtsrat der Verbund AG. In der Vergangenheit gehörte sie unter anderem den Aufsichtsräten der Thyssenkrupp AG (2015–2020), der Deutschen Investitions- und Entwicklungsgesellschaft (bis 2021), der Volkswagenstiftung (2016–2021) und der Deutschen Bahn AG (2015–2022) an.
Hengster ist verheiratet und hat ein Kind.

## Mitgliedschaften
- Bundesverband Deutscher Banken (Mitglied des Vorstands)[8]
- Deutsches Aktieninstitut (Mitglied des Vorstands)[8]
- Frankfurt School of Finance & Management (Mitglied des Stiftungsrats)[8]
- Oper Frankfurt (Mitglied des Kuratoriums)[8]
- Gesellschaft der Freunde der Alten Oper (Mitglied des Kuratoriums)[8]

## Veröffentlichungen, Presseartikel, Interviews (Auswahl)
- Wirtschaftswoche: Coronahifen der KfW: Diese Frau verteilt die Corona-Milliarden[12]
- Berliner-Zeitung: Die Managerin der Corona-Hilfen Ingrid Hengster[13]
- trend.: KfW-Vorständin Hengster: „Wir fördern nicht am Markt vorbei“[14]
- KfW/Stories: Vorstandsmitglied Ingrid Hengster erläutert im Interview, wie die KfW Innovation fördert.[15]
- Digitization of Germany Needs Funding – and a new mindset. Ingrid Hengster, hub.berlin 2017 28. November 2017[16]
- Süddeutsche Zeitung: Ingrid Hengster über Baukindergeld-Auszahlung der KfW[17]